# Hypomenitis theudelinda
Hypomenitis theudelinda är en fjärilsart som beskrevs av William Chapman Hewitson 1860. Hypomenitis theudelinda ingår i släktet Hypomenitis och familjen praktfjärilar. Inga underarter finns listade i Catalogue of Life.